# Vô cực (phim)
Vô cực là một bộ phim sử thi giả tưởng của đạo diễn Trần Khải Ca, do chính ông viết kịch bản, đã được chuyển thể sang văn học bởi Quách Chính Minh.

## Nội dung
Phim bắt đầu với cảnh hậu cuộc chiến, với chết chóc, máu và máu. Cô bé Khuynh Thành (Quan Hiểu Đồng) lang thang giữa bãi chiến trường tìm kiếm đồ ăn từ một tử thi nhưng lại bị một đứa bé trai cướp mất. Cô vờ chấp nhận làm nô lệ của cậu bé đó, để rồi thừa cơ lấy lại miếng bánh và bỏ chạy. Cậu bé đứng trơ ra đó với nỗi hận suốt đời.
Cô bé Khuynh Thành chạy đí nhưng lại đánh rơi mất miếng bánh xuống hồ nước. Mãn Thần (Trần Hồng - vợ của đạo diễn Trần Khải Ca thủ vai) hiện ra với miếng bánh trong tay và đưa ra một lời đề nghị:
"Chỉ cần con bằng lòng, con sẽ chiếm được lòng si mê của tất cả đàn ông trong thiên hạ. Họ sẽ phát điên vì mỗi bước đi, lời nói của con. Họ sẽ quỳ gối trước mặt con, dâng lên con tất cả của cái quý giá của mình... Nhưng, tất cả những say mê đó, cái giá phải trả là... suốt đời con không bao giờ có được tình yêu chân thật của người khác. Nếu có cũng lập tức tiêu tan".

## Diễn viên
- Jang Dong-gun vai Nô lệ Côn Luân
- Hiroyuki Sanada vai Tướng quân Quang Minh
- Trương Bá Chi vai Khuynh Thành
  - Quan Hiểu Đồng vai Khuynh Thành lúc nhỏ
- Tạ Đình Phong vai Bắc Công tước Vô Hoan
- Trần Hồng vai Mãn Thần
- Lưu Diệp vai Quỷ Lang
- Trình Tiền vai Vua

## Sản xuất
Tính đến thời điểm ra mắt 2005, Vô cực là bộ phim Hoa ngữ có kinh phí lớn nhất, vượt bộ phim giữ kỷ lục trước đó là phim Anh hùng năm 2002.
Năm 2006, 1 năm sau khi hoàn thành phim, hai diễn viên chính Tạ Đình Phong (Bắc công tước Vô Hoan) và Trương Bá Chi (Khuynh Thành) tuyên bố kết hôn.

## Giải thưởng
Phim đã được đề cử giải Quả cầu vàng cho phim nước ngoài hay nhất (tiếng Anh) lần thứ 63 và đề cử tại GTA lần thứ 7

## Chuyển thể
Cây bút trẻ Quách Kính Minh đã chuyển thể kịch bản phim thành truyện, dưới sự giám sát của đạo diễn Trần Khải Ca năm 2006